# Краснораменье (Ростовский район)
Краснораменье — село Ростовского района Ярославской области, входит в состав сельского поселения Петровское.

## География
Расположено в 26 км на запад от посёлка Петровское и в 47 км на юго-запад от Ростова.

## История
Краснораменье принадлежало надворному советнику А.М. Булатову. Это древняя родовая отчина бояр Лешуковых, предку коих стольнику Матвею Лешукову, она была пожалована в конце XVI в. царем Борисом Федоровичем Годуновым.
Одноглавый каменный храм с колокольней имел два престола: во имя Казанской Пресвятой Богородицы и во имя св. Николая. Он построен в 1845 году на средства владельца А.М. Булатова и его жены Марии Андреевны, урожденной княжны Голицыной, и находился на том месте, где был господский дом прежних помещиков Лешуковых и князей Голицыных. Через дорогу от храма находилось кладбище, где до 1828 года существовали две деревянные (XVI в.) церкви, выстроенные прежними владельцами Лешуковыми, но в означенном году во время пасхальной заутрени они сгорели, при чем сгорела вся усадьба и все село. Закрыта в 1934 году, занята под склад.
В конце XIX — начале XX село входило в состав Новоселко-Пеньковской волости Ростовского уезда Ярославской губернии. В 1885 году в селе было 27 дворов.
С 1929 года село входило в состав Чепоровского сельсовета Ростовского района, в 1935 — 1959 годах — в составе Петровского района, с 1954 года — в составе Фатьяновского сельсовета (сельского округа), с 2005 года — в составе сельского поселения Петровское.

## Население
| 1859 | 1914 | 2007 | 2010 |
| ---- | ---- | ---- | ---- |
| 276  | ↘250 | ↘10  | ↘6   |

## Достопримечательности
В селе расположена недействующая Церковь Казанской иконы Божией Матери (1846).